# Laphystotes albicans
Laphystotes albicans là một loài ruồi trong họ Asilidae. Laphystotes albicans được Engel miêu tả năm 1932.